# 董鏊
董鏊（1475年—？），字濟之，浙江寧波府鄞縣人，民籍，明朝政治人物。

## 生平
弘治十一年（1498年）戊午科浙江鄉試第六名舉人。正德六年（1511年）中式辛未科會試第二百六十六名，登第二甲第十五名進士。出自宁波府鄞县西城董氏，儒学生，家族治《易经》，正德六年八月授户科给事中，十年四月考察以浮躁浅露降调。致仕归乡致力于学术和藏书。

## 家族
曾祖董伯莊；祖父董文信，曾任封監察御史；父董珍，曾任義官。前母倪氏；母王氏。永感下。兄董鑰（監察御史）；弟董鍷（贡士）。